# Itaca Band
Itaca Band est un groupe espagnol de ska et reggae, originaire de Montcada i Reixac, en Catalogne.

## Histoire
Le groupe se forme en 2006 avec Albert García, Marta Trujillo, Kel Sangüesa, Jordi Sanz et Pol Verbón, mais se consolide en 2008 avec l'arrivée de deux nouveaux membres : Pere Mercader et Pau Lobo (percussionniste et claviériste). Les musiciens originaires de Montcada commencent leurs concerts et, un an plus tard, remportent le prix Connecta, grâce auquel ils enregistrent Malas lenguas aux studios Mas Ventós de Carles Pérez. C'est à cette époque qu'ils réalisent leur premier clip, pour le morceau I Just Can't.
2013 est l'une des années les plus marquantes de leur carrière. Ils sortent leur deuxième album, Rema, aux studios Atlàntida et débutent leur tournée par un concert gratuit à la Sala Apolo. Le morceau Rema est sélectionné parmi les « 10 meilleurs morceaux de l'année » par Enderrock et le groupe est finaliste des prix ARC de La Vanguardia. Le groupe intègre une section de cuivres. Avec son entrée sur le label Propaganda Pel Fet!, Itaca Band gagne en professionnalisme et consolide sa présence sur scène.
En 2014, Itaca Band participe à des festivals tels que Acampada Jove, Clownia Festival, Viña Rock et FesTour. Leur musique commence à gagner en popularité et reçoit un accueil très favorable du public. Leur troisième album, Temerario, sorti en 2015, est enregistré et coproduit aux studios Can Pardaler, avec la collaboration d'artistes et groupes tels que Txarango et Los Barrankillos. La tournée Temerario les emmène dans différentes régions d'Europe.
La gestion d'une prétendue agression sexiste par le chanteur du groupe, Albert García, suscite la polémique. De ce fait, les concerts au Pays basque sont suspendus en 2016. En août 2017, un concert ne peut avoir lieu en raison des protestations de groupes féministes.
En 2017, ils sortent leur album studio, Explosiva, ainsi que le single Com si no hi havas demà, avec la collaboration de nombreux membres d'autres groupes.